# Gonia aldrichi
Gonia aldrichi är en tvåvingeart som beskrevs av Tothill 1924. Gonia aldrichi ingår i släktet Gonia och familjen parasitflugor. Inga underarter finns listade i Catalogue of Life.